# Давач детонації

Демонстрація принципу роботи п'єзоелектричного датчика детонації

Дава́ч детона́ції або да́тчик детона́ції (англ. knock sensor, KS) — давач, що використовується для контролю детонації при роботі бензинового двигуна внутрішнього згоряння. Вимірювальний пристрій встановлюється на блоці циліндрів двигуна. Він є важливим компонентом системи керування двигуном, оскільки забезпечує реалізацію максимальної потужності та паливну економічність при роботі двигуна.

## Актуальність
Рівень детонації визначається обсягом частини паливо-повітряної суміші, яка згоряє з детонацією. Детонаційне згоряння виникає, коли віддалена від свічки запалювання частина паливо-повітряної суміші внаслідок підтискання фронтом полум'я нагрівається і вибухоподібно самозаймається. Детонація супроводжується акустичними явищами — металічним стукотом у кривошипно-шатунному механізмі.
Причинами детонації можуть бути:
- хімічний склад палива (октанове число);
- конструктивні особливості двигуна (ступінь стиску, розташування свічок запалювання, форма камери згоряння тощо);
- умови експлуатації (склад паливно-повітряної суміші, кут випередження запалювання, навантаження на двигун, наявність нагару на поверхнях деталей камери згоряння тощо).

Наслідком детонаційного згоряння є підвищена тепловіддача елементам кривошипно-шатунного механізму, що супроводжується зростанням зношування, поломками і руйнуванням.

## Принцип роботи давача
Щоб контролювати рівень небезпеки від детонаційних явищ, на блок циліндрів встановлюється давач детонації.
Він являє собою акселерометр, тобто пристрій, що сприймає і перетворює енергію механічних коливань блоку циліндрів в електричні імпульси. Цей пристрій являє собою поміщену в корпус п'єзоелектричну пластину, на кінцях якої, в разі виникнення детонації, з'являється електрична напруга. З ростом амплітуди і частоти механічних коливань двигуна ця напруга зростає. Коли її значення на виході давача перевищить заданий рівень, що відповідає детонації, електронний блок управління починає коригувати характеристику роботи системи запалювання в бік зменшення кута випередження запалювання. Таким чином, досягається оптимальна характеристика роботи системи для конкретних умов експлуатації.
Давачі детонації бувають двох типів: резонансні і широкосмугові. Широкосмугові фіксують і передають у вигляді електричного сигналу весь спектр шумів. Далі сигнал обробляється і в ньому виділяється шум, який відповідає детонації. Резонансні налаштовані на частоту детонації, і відповідно спрацьовують тільки у разі виникнення останньої.

## Несправність давача детонації
Давач детонації, що вийшов з ладу впливає на динаміку і економічність двигуна. Принцип роботи електронного блоку управління такий, що при виникненні несправності давача детонації він встановлює завідомо пізнє запалювання в цілях безпеки, щоб виключити ймовірність руйнування двигуна. В результаті силовий агрегат працює, але починає споживати набагато більше палива, погіршується динаміка автомобіля і можлива поява димного вихлопу. Друге особливо помітно при підвищених навантаженнях. На панелі приладів засвічується відповідний контрольний індикатор несправності двигуна («Check engine»), про що також буде свідчити відповідний код помилки при самодіагностуванні системи керування двигуном.